# Saigerhütte Gräfenthal
Die Saigerhütte Gräfenthal war ein 1462  gegründetes und mit Unterbrechungen bis in die Zeit des Dreißigjährigen Krieges im 17. Jahrhundert bestehendes Hüttenwerk der Buntmetallurgie unmittelbar bei Gräfenthal. Es war die zweite Saigerhütte, die im heutigen Thüringen angelegt und in der das in jener Zeit neue Saigerverfahren zur Silberscheidung aus Kupfer praktiziert wurde.

## Geschichte

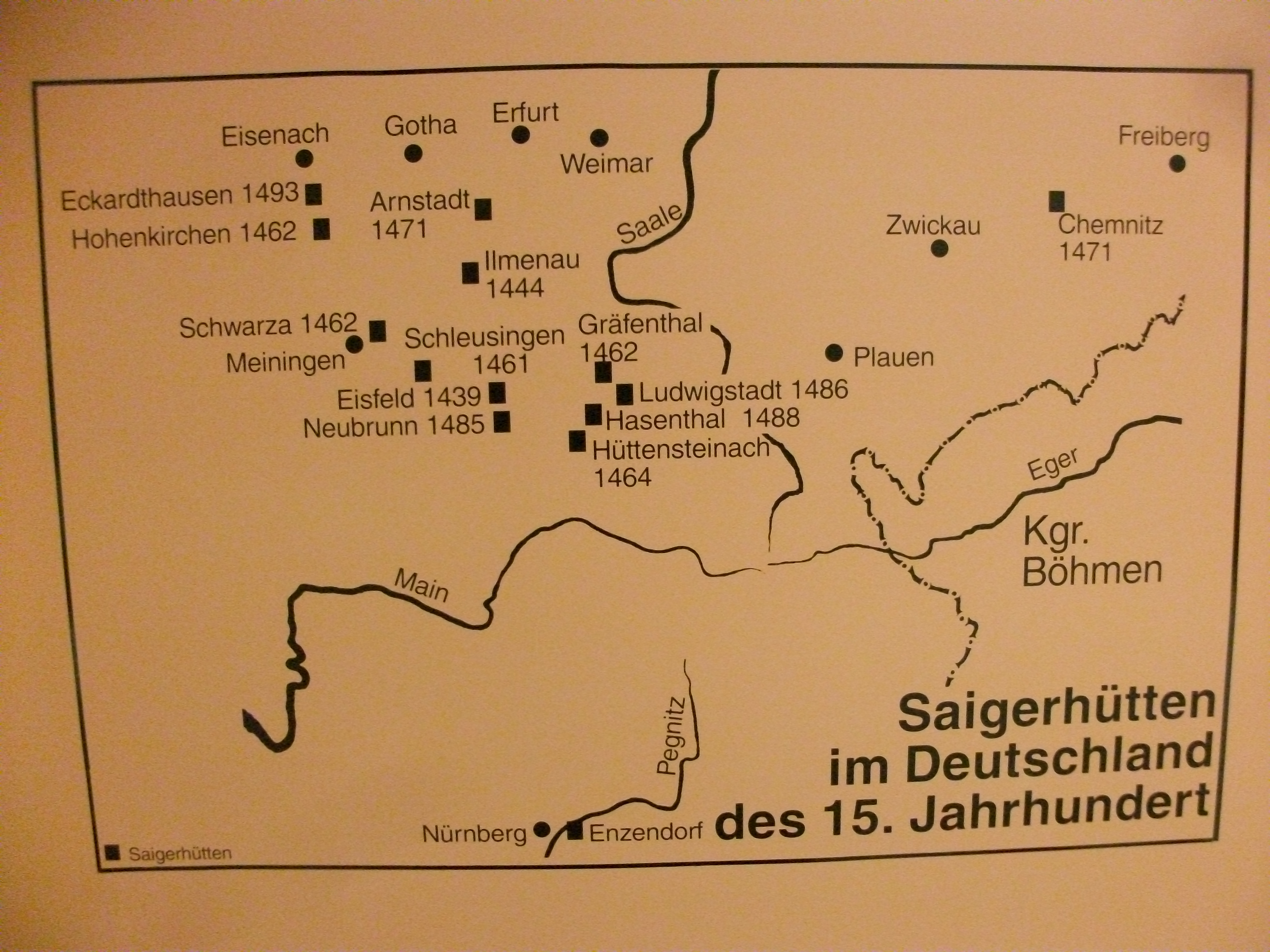
Übersicht Saigerhütten in Deutschland im 15. Jh. (Museum Saigerhütte Grünthal)

Mit der Entdeckung des Saigerverfahrens zur Silberscheidung aus Kupfererzen, das Johannes Funcken zwischen 1430 und 1451 in der Reichsstadt Nürnberg zugeschrieben wird, gelang es den Eigentümern von Schmelzhütten, in den Besitz des im Kupfererz enthaltenen Silbers zu kommen, das nicht ablieferungspflichtig an den Landesherrn war. Der Metallhandel erkannte bereits sehr frühzeitig die Bedeutung des Verfahrens, was kapitalkräftige Kaufleute dieses Handelszweigs zum Bau von Saigerhütten veranlasste. Während der Bau einer Saigerhütte anfangs auch durch einzelne Personen erfolgte, zeigte sich schon recht bald, dass der Betrieb und die Instandhaltung von Saigerhütten durch Kapitalgesellschaften, sogenannte Saigerhandelsgesellschafen, effektiver war. Im Fall von Gräfenthal war es der Coburger Bürger Heinrich Buchner, der die Hütte im Jahre 1462 in Gräfenthal gründete und am 3. Mai die entsprechende Konzession von Conrad von Pappenheim erhielt (vgl. Wikipedia-Art. zur Familie Buchner). Sein Sohn Moritz (I.) Buchner übernahm später das Hüttenwerk und kaufte in der Grafschaft Mansfeld mehrere Gruben, um den enormen Bedarf an Kupferschiefer für die Weiterverarbeitung abzudecken. Die Nachkommen Buchners gehörten zu den angesehensten Bürgern der Messestadt Leipzig und stellten mit Peter Buchner einen Bürgermeister, der gleichzeitig als Unternehmer bis 1560 die Saigerhütte Gräfenthal betrieb. 
Nach einer längeren Unterbrechung des Betriebes der Saigerhütte wurde diese von einer Saigergesellschaft aus Nürnberg bis zum Jahre 1619 betrieben und danach an eine derartige Betreibergesellschaft aus Ilmenau verkauft. Im Jahr des Abschlusses des Prager Friedens 1635 kam die Saigerhütte vollkommen zum Erliegen. Erst im 18. Jahrhundert wurde sie als Stahlhammer weitergeführt.